# Asterina orbicularis
Asterina orbicularis är en svampart som beskrevs av Berk. & M.A. Curtis 1875. Asterina orbicularis ingår i släktet Asterina och familjen Asterinaceae.   Inga underarter finns listade i Catalogue of Life.